# Южно-Атлантическая медаль
Южно-Атлантическая медаль — британская медаль, присуждавшаяся британским военнослужащим и гражданским лицам за службу в Фолклендской войне между Великобританией и Аргентиной. Было вручено более 33 000 медалей. Для награждения лауреатов этой медали в 1997 году была создана Ассоциация Южно-Атлантических медалей.

## Описание
Медаль изготовлена из мельхиора и имеет диаметр 36 мм.

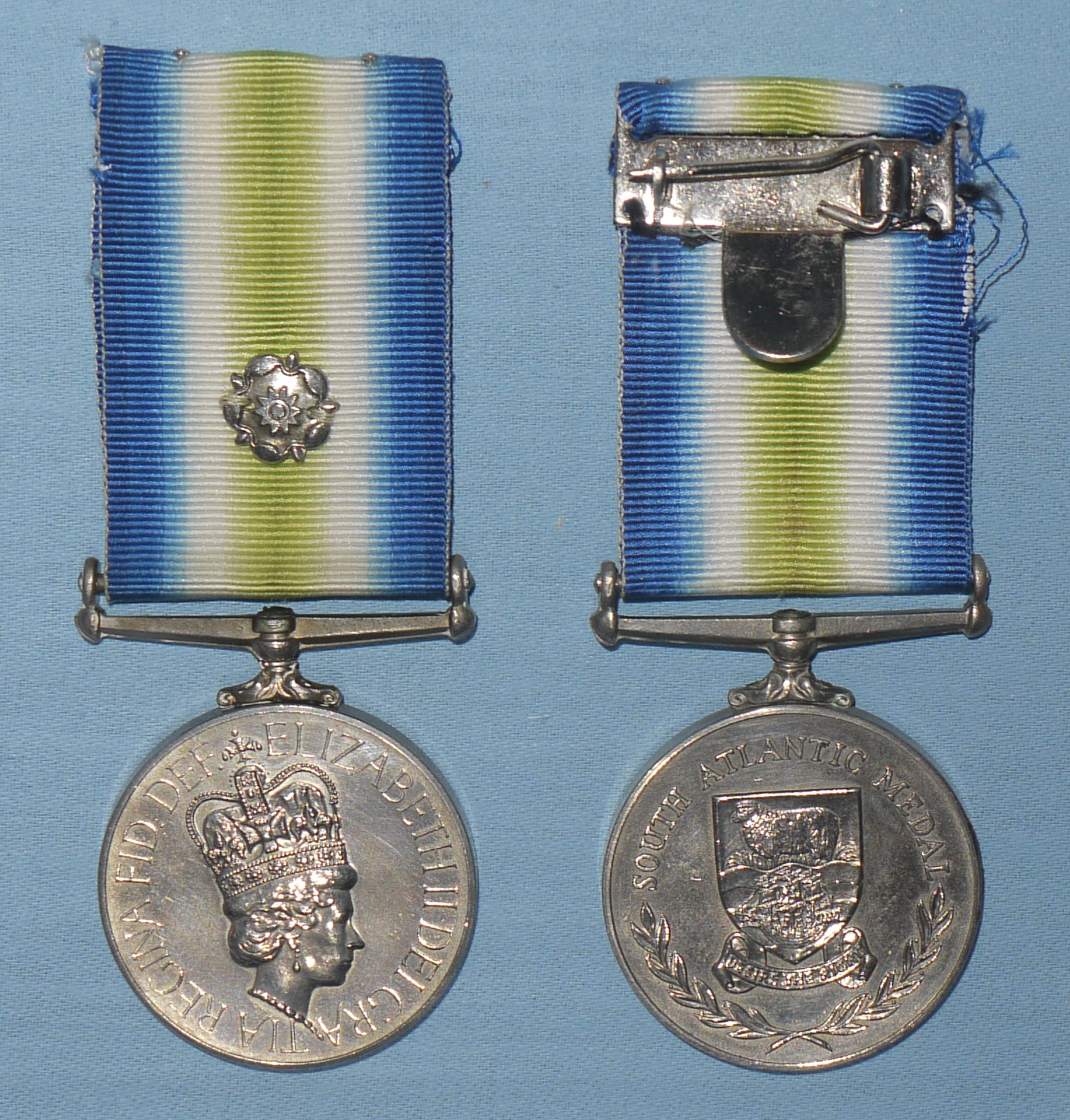
Аверс и реверс медали

На аверсе изображена коронованная Елизавета II, обращённое вправо, с надписью «Елизавета II, милостью Божьей, королева и защитница веры».
На реверсе изображён герб Фолклендских островов, на котором написано «Desire the right» — намёк на корабль английского исследователя Джона Дейвиса «Desire». На краю реверса изображены также лавровый венок внизу и надпись «Медаль Южной Атлантики» вверху.
Инициалы награждаемого и его фамилия, а также звание и служебный номер выгравировывались алмазом на краю медали.
32-миллиметровая лента имеет центральную полосу цвета «морской зелени», обрамлённую с каждой стороны полосами белого и синего цветов, символизирующими Атлантический океан. Дизайн был основан на ленте для британской медали кампании Второй мировой войны, Атлантической Звезде, разработанной королём Георгом VI.

## Вручение
Первоначально медалью было награждено около 29 700 человек, в том числе принц Эндрю. Также были награждены гражданские служащие острова Вознесения, сотрудники NAAFI, военный художник Линда Китсон и журналисты, прикреплённые к вооружённым силам, включая Майкла Николсона.
| Подразделение                                    | Количество медалей |
| ------------------------------------------------ | ------------------ |
| Британская армия                                 | 6,968              |
| Королевские военно-воздушные силы Великобритании | 2,008              |
| Королевский военно-морской флот Великобритании   | 12,927             |
| Королевская морская пехота Великобритании        | 3,729              |
| Вспомогательный Королевский Флот                 | 1,960              |
| Торговый флот/Гражданские лица                   | 2,090              |
| Награды после 2014 года                          | 3,626              |